# Опіка
Опіка — форма захисту особистих і майнових прав громадян, які внаслідок певних обставин (вік, стан здоров'я) не можуть здійснювати свої права самостійно.
Опіка — влаштування дітей-сиріт та дітей, позбавлених батьківського піклування, в сім'ї громадян України, які перебувають переважно в сімейних, родинних відносинах із цими дітьми з метою забезпечення їх виховання, освіти, розвитку, захисту їх прав та інтересів (глава 19 Сімейного кодексу України).

## Законодавство України
Відповідно до статті 56 Цивільного кодексу України, органи, на які покладено здійснення опіки та піклування, їхні права та обов'язки щодо забезпечення прав та інтересів фізичних осіб, які потребують опіки та піклування, встановлюються законом та іншими нормативно-правовими актами.
Однак іншими нормативно-правовими актами, а саме підпунктом 12 пункту четвертого «Положення про Міністерство України у справах сім'ї, молоді та спорту», що затверджене Указом Президента України від 18.08.2005 1176/2005, визначено завдання відповідних органів у складі Міністерства України у справах сім'ї, молоді та спорту забезпечувати додержання вимог законодавства щодо опіки (піклування) над дітьми-сиротами і дітьми, позбавленими батьківського піклування, а також щодо всиновлення.
Чинними законами або іншими нормативними актами прямо не визначено перелік органів, які повинні контролювати діяльність осіб, що є опікунами (піклувальниками) повнолітніх фізичних осіб. Разом з цим, згідно з Цивільним кодексом України призначаються і звільняються опікуни та піклувальники над повнолітніми фізичними особами судом. Тому і певний контроль над їх діяльністю має також здійснюватися судом. Крім того, органи, що відповідають за опіку (піклування) над дітьми-сиротами і дітьми, позбавленими батьківського піклування, повинні також контролювати і діяльність осіб, що є опікунами (піклувальниками) повнолітніх фізичних осіб.

### Вимоги до опікунів
Відповідно до статті 64 Цивільного кодексу України опікуном або піклувальником не може бути фізична особа:
- позбавлена батьківських прав, якщо ці права не були поновлені;
- поведінка та інтереси якої суперечать інтересам фізичної особи, яка потребує опіки або піклування.

Опікун має певні права та обов'язки. відповідно до ст. 67 Цивільного Кодексу України опікун зобов'язаний дбати про підопічного, про створення йому необхідних побутових умов, забезпечення його доглядом та лікуванням. Опікун має право вимагати повернення підопічного від осіб, які тримають його без законної підстави. Опікун вчиняє правочини від імені та в інтересах підопічного. Опікун зобов'язаний вживати заходів щодо захисту цивільних прав та інтересів підопічного.

### Позбавлення опікунських прав
Відповідно до ст. 75 Цивільного кодексу України опікун може бути звільнений від своїх обов'язків як за власним бажанням, так і за заявою органу опіки та піклування у разі невиконання ним своїх обов'язків, порушення прав підопічного, а також у разі поміщення підопічного до навчального закладу, закладу охорони здоров'я або закладу соціального захисту.
Звільнити опікуна від його обов'язків за написаною підопічним особисто заявою не можливо, оскільки таким підопічним завжди виступає недієздатна особа.
Відповідно до ч.3 ст.76 Цивільного кодексу України опіка над повнолітньою фізичною особою може бути також припинена у разі поновлення цивільної дієздатності такої особи.